# Diospyros inhacaensis
Diospyros inhacaensis är en tvåhjärtbladig växtart som beskrevs av Frank White. Diospyros inhacaensis ingår i släktet Diospyros och familjen Ebenaceae. Inga underarter finns listade i Catalogue of Life.